# Musée de l'occupation soviétique de Kiev
Pour les articles homonymes, voir Musée de l'occupation soviétique.
 (juin 2018).
Si vous disposez d'ouvrages ou d'articles de référence ou si vous connaissez des sites web de qualité traitant du thème abordé ici, merci de compléter l'article en donnant les références utiles à sa vérifiabilité et en les liant à la section « Notes et références ».
Le musée de l’occupation soviétique (en ukrainien : Музей радянської окупації) est un musée de Kiev consacré aux actions du gouvernement soviétique sur le territoire ukrainien entre 1917 et 1991.

## Histoire
Le 30 octobre 2001, l’organisation municipale « mémorial » dédiée à Vassyl Stous, présente une exposition dénonçant les crimes commis par les communistes en Ukraine sous le nom Cela ne peut pas être oublié. La Chronique de l'Inquisition communiste en Ukraine 1917—1991 (Забуттю не підлягає: хроніка комуністичної інквізиції).
En 2003, cette exposition est enregistrée par le ministère de l’éducation et de la culture d’Ukraine. Depuis lors, elle fonctionne comme un musée.
À partir de ce moment là, d’autres expositions sont apparues. Le musée réalise des actions d’éducation et de sensibilisation envers ses visiteurs et les scolaires.

## Critiques du musée
Dès les premiers jours de son existence, le musée est attaqué par les communistes, mais le personnel est confiant et sûr que c’est le moment pour les Ukrainiens d’accepter la vérité.
Pour beaucoup, la chose la plus sensationnelle de ce musée est son nom. Le docteur en philosophie et prisonnier politique Evgen Sverstuque, qui a subi trois occupations (polonaise, nazie, soviétique) insiste sur le fait que l'Union soviétique était un régime d'occupation en Ukraine.
Les membres du Mémorial disent qu'il est temps d'appeler les choses selon leur nom, et promettent d'établir des dérivés du musée dans toutes les régions de l'Ukraine, ainsi que de créer une agence de voyages avec des itinéraires d'excursion appropriés.

## Expositions permanentes
À l'adresse du Musée (Mikhail Stelmaha (Вулиця Михайла Стельмаха) 6-А), dans trois salles, toutes les expositions sont présentées : 
- Забуттю не підлягає. Хроніка комуністичної інквізиції в Україні 1917—1991 (Cela ne peut pas être oublié. Chronique de l'Inquisition communiste en Ukraine 1917—1991),
- Народна війна (La guerre Nationale),
- Українські Соловки (Solovki ukrainien),
- Київський мартиролог (Martyrologe de Kiev),
- Втрачена пам'ять (Mémoire perdue),
- Мовна експозиція, (L’exposition linguistique),
- Зламані долі (Destin brisé);
- Нищення Духовності (Destruction de la spiritualité),